# Brazilská mužská volejbalová reprezentace
Brazilská volejbalová reprezentace mužů reprezentuje Brazílii na mezinárodních volejbalových akcích, jako je mistrovství světa.

## Mistrovství světa
| Rok/pořádající země        | Účast                            |
| -------------------------- | -------------------------------- |
| MS 1949 ČSR                | Bez účasti                       |
| MS 1952 Sovětský svaz      | Bez účasti                       |
| MS 1956 Francie            | 11. místo                        |
| MS 1960 Brazílie           | 5. místo                         |
| MS 1962 Sovětský svaz      | 10. místo                        |
| MS 1966 ČSSR               | 13. místo                        |
| MS 1970 Bulharsko          | 12. místo                        |
| MS 1974 Mexiko             | 9. místo                         |
| MS 1978 Itálie             | 6. místo                         |
| MS 1982 Argentina          | Stříbrná medaile                 |
| MS 1986 Francie            | 4. místo                         |
| MS 1990 Brazílie           | 4. místo                         |
| MS 1994 Řecko              | 5. místo                         |
| MS 1998 Japonsko           | 4. místo                         |
| MS 2002 Argentina          | Zlatá medaile                    |
| MS 2006 Japonsko           | Zlatá medaile                    |
| MS 2010 Itálie             | Zlatá medaile                    |
| MS 2014 Polsko             | Stříbrná medaile                 |
| MS 2018 Itálie, Bulharsko  | Stříbrná medaile                 |
| MS 2022 Polsko / Slovinsko | Bronzová medaile                 |
| Celkem                     | Účast – 18× · – 3× · – 3× · – 1× |

## Olympijské hry
| Rok/pořádající země     | Účast                            |
| ----------------------- | -------------------------------- |
| LOH 1964 Tokio          | 7. místo                         |
| LOH 1968 Mexico City    | 9. místo                         |
| LOH 1972 Mnichov        | 8. místo                         |
| LOH 1976 Montreal       | 7. místo                         |
| LOH 1980 Moskva         | 5. místo                         |
| LOH 1984 Los Angeles    | Stříbrná medaile                 |
| LOH 1988 Soul           | 4. místo                         |
| LOH 1992 Barcelona      | Zlatá medaile                    |
| LOH 1996 Atlanta        | 5. místo                         |
| LOH 2000 Sydney         | 6. místo                         |
| LOH 2004 Athény         | Zlatá medaile                    |
| LOH 2008 Peking         | Stříbrná medaile                 |
| LOH 2012 Londýn         | Stříbrná medaile                 |
| LOH 2016 Rio de Janeiro | Zlatá medaile                    |
| LOH 2020 Tokio          | 4. místo                         |
| Celkem                  | Účast – 15× · – 3× · – 3× · – 0× |